# Чапар-Хане (дегестан)
Чапар-Хане (перс. چاپارخانه) — дегестан в Ірані, у бахші Хомам, в шагрестані Решт остану Ґілян. За даними перепису 2006 року, його населення становило 11620 осіб, які проживали у складі 3439 сімей.

## Населені пункти
До складу дегестану входять такі населені пункти:
- Ґоламреза-Баґ
- Ґур-Абджір
- Дагане-Сар-е-Шіджан
- Джефруд-е-Бала
- Зеранґ-Махале
- Зір-Дег
- Міян-Махале
- Поштан-е-Ґур-Аб-Джір
- Расте-Кенар
- Тазеабад-е-Садар
- Туксар-е-Шіджан
- Фатату
- Фаштаке
- Чапар-Хане
- Шіджан